# Papiro Ebers

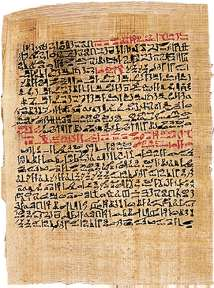
Pagina del papiro Ebers che tratta dei tumori.

Il Papiro Ebers (ca. 1550 a.C.), dal nome del suo acquirente europeo, è un rotolo di papiro lungo 20 metri ed alto 20 centimetri, suddiviso da 108 pagine e databile alla XVIII dinastia egizia, più precisamente al regno di Amenhotep I, anche se il testo potrebbe essere notevolmente più antico.
Il papiro venne acquistato nell'inverno 1873-1874 a Tebe da Georg Ebers. Attualmente è conservato presso la biblioteca dell'Università di Lipsia, in Germania.

## Le conoscenze mediche
Il papiro è scritto in ieratico, la forma di corsivo comunemente usata dagli scribi, e contiene un grande numero di prescrizioni mediche. Nelle 110 pagine riporta circa 700 formule magiche e rimedi di vario genere.
Benché il contenuto faccia spesso riferimento alla magia e ritenga causa di molti mali l'influsso dei demoni e altre superstizioni, il testo conferma anche l'esistenza di una vasta cultura medica dovuta alla pratica empirica ed alla osservazione.

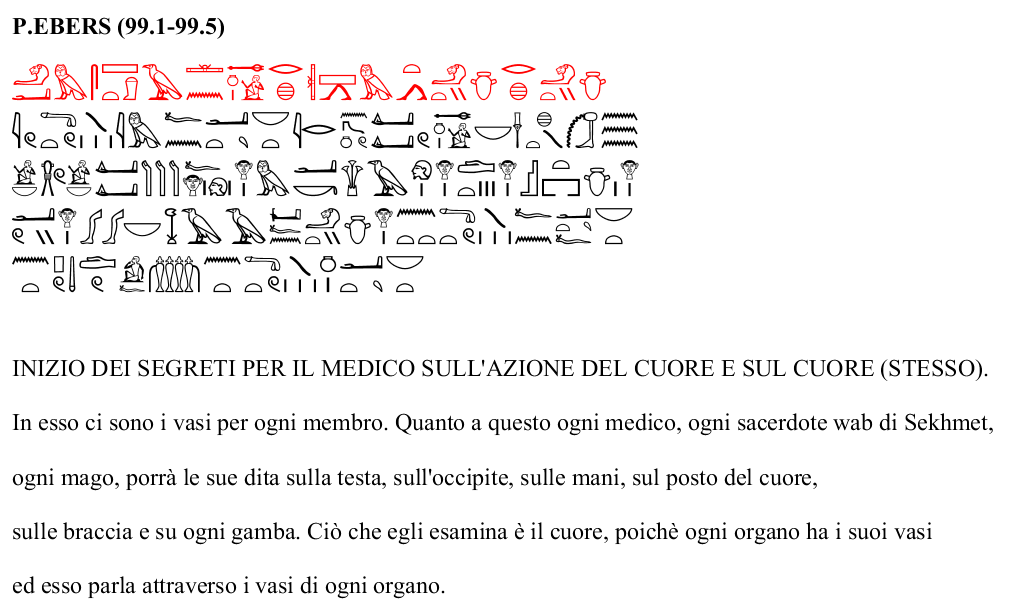
Papiro Ebers, trattato sul cuore. Trascrizione in geroglifico e traduzione delle colonne 99.1-99.5.

Nel trattato sul cuore si rileva che il cuore è il centro della circolazione sanguigna con vasi che lo collegano a tutto l'organismo. Gli egizi avevano scarse conoscenze sulle funzioni dei reni e facevano del cuore il punto focale di tutti i vasi di trasporto di fluidi nell'organismo. Ritenevano che trasportassero sangue, sudore, urina e sperma.
I disordini mentali come la depressione e la demenza  sono trattati in maniera dettagliata in un modo che sembra rivelare come, per gli antichi egizi, i disturbi fisici e quelli mentali abbiano la stessa origine.
Il papiro contiene anche capitoli sulla contraccezione, sul riconoscimento delle gravidanze, sulla ginecologia in generale, sui disturbi intestinali, sui parassiti, sui problemi oculistici e dentistici, sul trattamento chirurgico degli ascessi e dei tumori, sulle fratture ossee e sulle ustioni.

## La datazione
Oltre che per il suo contenuto il papiro è rilevante da un punto di vista cronologico, in quanto sul retro è riportata la datazione:

festa dell'anno nuovo, 3º mese di shmu (3ª stagione del calendario civile egizio), 9º giorno, levata di Sodpu (Sirio), 9º anno di regno di Amenhotep I.
La levata eliaca della stella presentava una ciclicità di 365,25 giorni, per cui posticipava, nel calendario civile di 365 giorni, di un giorno ogni 4 anni civili.
La conoscenza della coincidenza della levata elica di Sirio col capodanno del calendario civile del 139 d.C. consente di datare, con semplici calcoli matematici e in maniera abbastanza esatta, le eventuali segnalazioni della levata eliaca di Sirio in un determinato giorno del calendario civile.

Si ricava così che l'evento astronomico segnalato nel papiro Ebers potrebbe essersi verificato intorno al 1549 ± 2 a.C. (ciclo sothiaco = 1460 anni civili egizi) o intorno al 1545 ± 2 a.C. (ciclo sothiaco = 1456 anni civili egizi), per cui mediamente possiamo considerare l'evento nel 1547 ± 4 a.C. e l'incoronazione di Amenhotep I nel 1556 ± 4 a.C.
Intorno alla metà del secolo scorso, alcuni Egittologi hanno ipotizzato che la levata eliaca segnalata nel papiro Ebers fosse riferita a Waset / Tebe e non a Heliopolis, per cui, per motivi astronomici, fu proposto un posticipo dell'evento di 20 anni.
In tal caso l'evento poteva intendersi intorno al 1529 ± 2 a.C. (ciclo sothiaco = 1460 anni civili egizi) o intorno al 1525 ± 2 a.C. (ciclo sothiaco = 1456 anni civili egizi), per cui mediamente si poteva considerare l'evento nel 1527 ± 4 a.C. e l'incoronazione di Amenhotep I nel 1536 ± 4 a.C.

## Esempi di rimedi
- I vestiti possono essere protetti dai topi e dai ratti applicandovi grasso di gatto.
- Mezza cipolla e la schiuma della birra erano considerati "un delizioso rimedio contro la morte".
- "Per l'evacuazione del ventre: latte di vacca, grano, miele; ridurre in poltiglia, setacciare e cuocere, assumere in quattro volte".
- "Un rimedio per le viscere: meliloto, datteri; cuocere in olio; ungere la parte malata."

## Storia

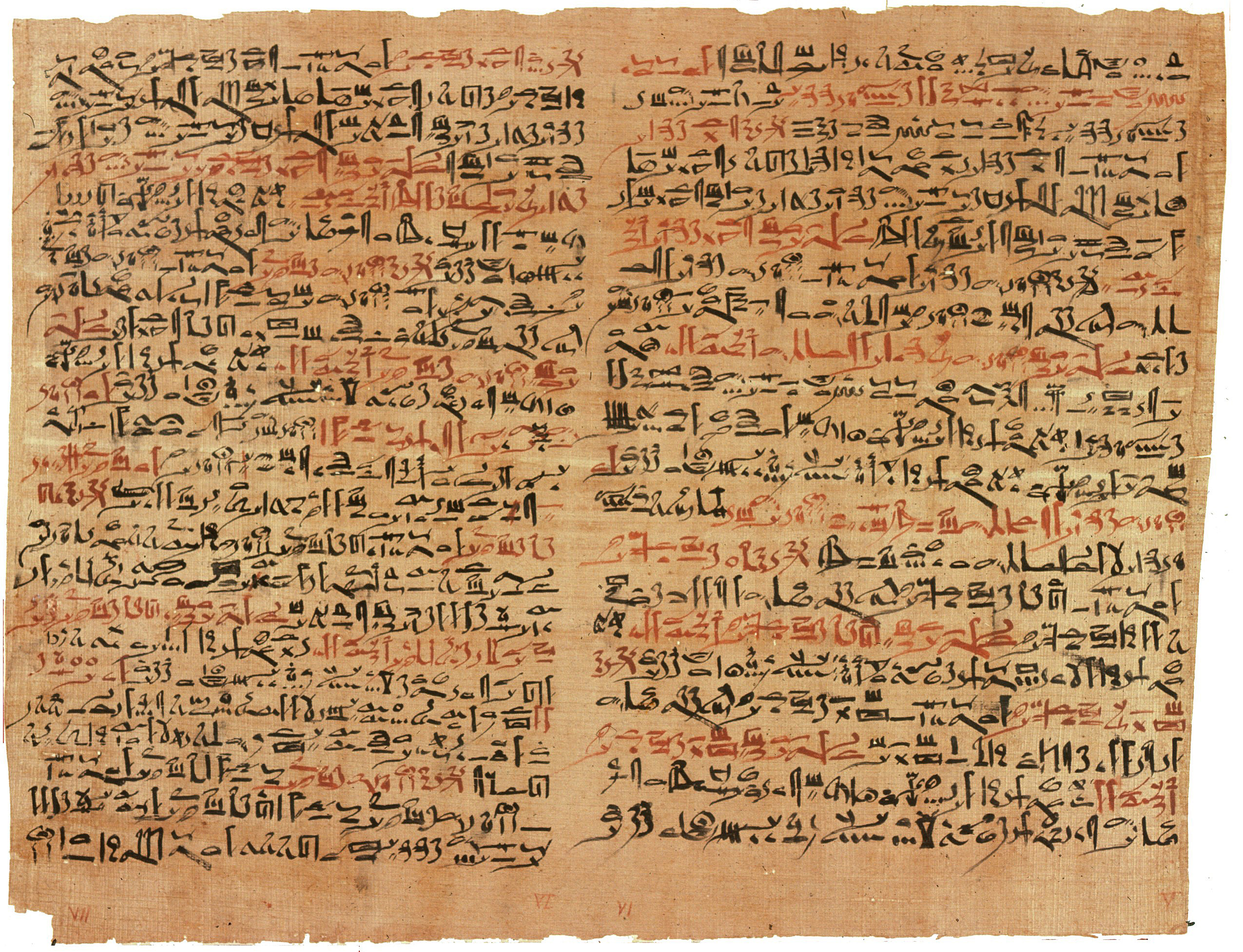
Fogli VI e VII del Papiro Edwin Smith (Rare Book Room, New York Academy of Medicine)

Come il papiro Edwin Smith, il papiro Ebers fu acquistato a Luxor da Edwin Smith nel 1862. Non è chiaro chi lo mise in vendita, ma si racconta sia stato trovato fra le gambe di una mummia nel distretto di Assassif della necropoli di Tebe.
Il papiro rimase nella collezione di Edwin Smith almeno sino al 1869, quando apparve nel catalogo di un mercante di antichità l'offerta di un "grande papiro medico di proprietà di Edwin Smith, un coltivatore statunitense di Luxor".
Il papiro fu acquistato nel 1873-84 dall'egittologo e scrittore tedesco Georg Ebers, di cui porta attualmente il nome. Nel 1875 Ebers pubblicò un facsimile con una traslitterazione in caratteri latini e un'introduzione, ma fu tradotto solo nel 1890 da H. Joachim. Ebers lasciò la cattedra a Lipsia e il papiro rimase alla biblioteca dell'Università.